# Varo della Emanuele Filiberto a Castellammare
Varo della Emanuele Filiberto a Castellammare è un film del 1898 di Vittorio Calcina dedicato al varo a Castellammare di Stabia avvenuto il 29 settembre 1897 della Emanuele Filiberto da parte del re d'Italia Umberto I d'Italia.